# La Romantique désespérée
La Romantique désespérée (The New Romantic) est un film canadien écrit et réalisé par Carly Stone, et sorti en 2018. Il met en vedette Jessica Barden, Hayley Law, Timm Sharp et Brett Dier.

## Synopsis
Blake, une jeune étudiante romantique pourtant désabusée par l'amour, accepte d'expérimenter l’activité de Sugar Baby pour un homme plus âgé, dans l'espoir que le récit de son expérience la fera gagner le prix de 50 000 $ d'un concours de journalisme.

## Fiche technique
- Titre original : The New Romantic
- Titre québécois : La Romantique désespérée
- Réalisation : Carly Stone, d'après son histoire et celle de Kyle Mann
- Musique : Matthew O'Halloran
- Production : Jonathan Bronfman, Jason Ross Jallet, Michael Risley, Kyle Mann
- Sociétés de production : Drive Films, Jobro Productions, Notario, Independent Edge Films
- Sociétés de distribution : Elevation Pictures
- Pays d'origine : Canada
- Genre : comédie romantique, comédie dramatique
- Durée : 101 minutes
- Dates de sortie : 11 mars 2018

## Distribution
- Jessica Barden : Blake
- Hayley Law : Nikki
- Brett Dier : Jacob
- Avan Jogia : Matt
- Timm Sharp : Ian
- Camila Mendes : Morgan[2]
- Darren Eisnor : Conrad
- Vinnie Bennett : Andrew
- Annie Clark : Claire

## Production
Le film a été tourné à Sudbury, en Ontario, au cours de l'automne 2017.